# Simik Island
Simik Island är en ö i Kanada.   Den ligger i territoriet Nunavut, i den nordöstra delen av landet, 2 500 km norr om huvudstaden Ottawa. Arean är 4,3 kvadratkilometer.
Terrängen på Simik Island är platt. Öns högsta punkt är 76 meter över havet. Den sträcker sig 2,1 kilometer i nord-sydlig riktning, och 3,3 kilometer i öst-västlig riktning.
Trakten runt Simik Island består i huvudsak av gräsmarker.